# Michael Göhner
Michael Göhner (Reutlingen, RFA, 13 de junio de 1980) es un deportista alemán que compitió en triatlón. Ganó dos medallas en el Campeonato Europeo de Ironman, plata en 2007 y bronce en 2011.

## Palmarés internacional
| Campeonato Europeo | Campeonato Europeo   | Campeonato Europeo | Campeonato Europeo |
| Año                | Lugar                | Medalla            | Prueba             |
| ------------------ | -------------------- | ------------------ | ------------------ |
| 2007               | Fráncfort (Alemania) | Medalla de plata   | Individual         |
| 2011               | Fráncfort (Alemania) | Medalla de bronce  | Individual         |